# Edward Rastawiecki
Le baron Edward Rastawiecki, né le 20 octobre 1804 à Nowosiółki près de Hrubieszów et mort le 23 février 1879 à Varsovie, est un historien de l'art polonais. 

## Biographie
Il est un descendant d'une famille aristocratique polonaise. Son père est le baron Ludwik Mikołaj Adam Rastawiecki. Il termine l'école Liceum Warszawskie à Varsovie. Il est ensuite diplômé en administration de l' université de Varsovie. Il travaille à la Banque nationale de Pologne. Plus tard, il travaille comme chancelier dans une autre banque, Towarzystwo Kredytowe Ziemskie. 
Il épouse Leonia Nakwaska (1818-1886). Le couple n'a pas d'enfants. Edward Rastawiecki meurt dans sa maison de maître de la rue Mazowiecka à Varsovie. Il est inhumé sur cimetière de Powązki à Varsovie. 

## Publications
- Mapografia dawnej Polski, 1846;
- Słownik malarzy polskich tudzież obcych w Polsce osiadłych lub czasowo w niej przebywających, t. 1-3, 1850-1857;
- Słownik rytowników polskich, 1886;
- Wzory sztuki średniowiecznej iz epoki Odrodzenia w dawnej Polsce, 1853–1858